# 甲府地区広域行政事務組合
甲府地区広域行政事務組合（こうふちくこういきぎょうせいじむくみあい）は、山梨県甲府市、甲斐市、中央市及び中巨摩郡昭和町の3市1町が設立している一部事務組合。

## 概要

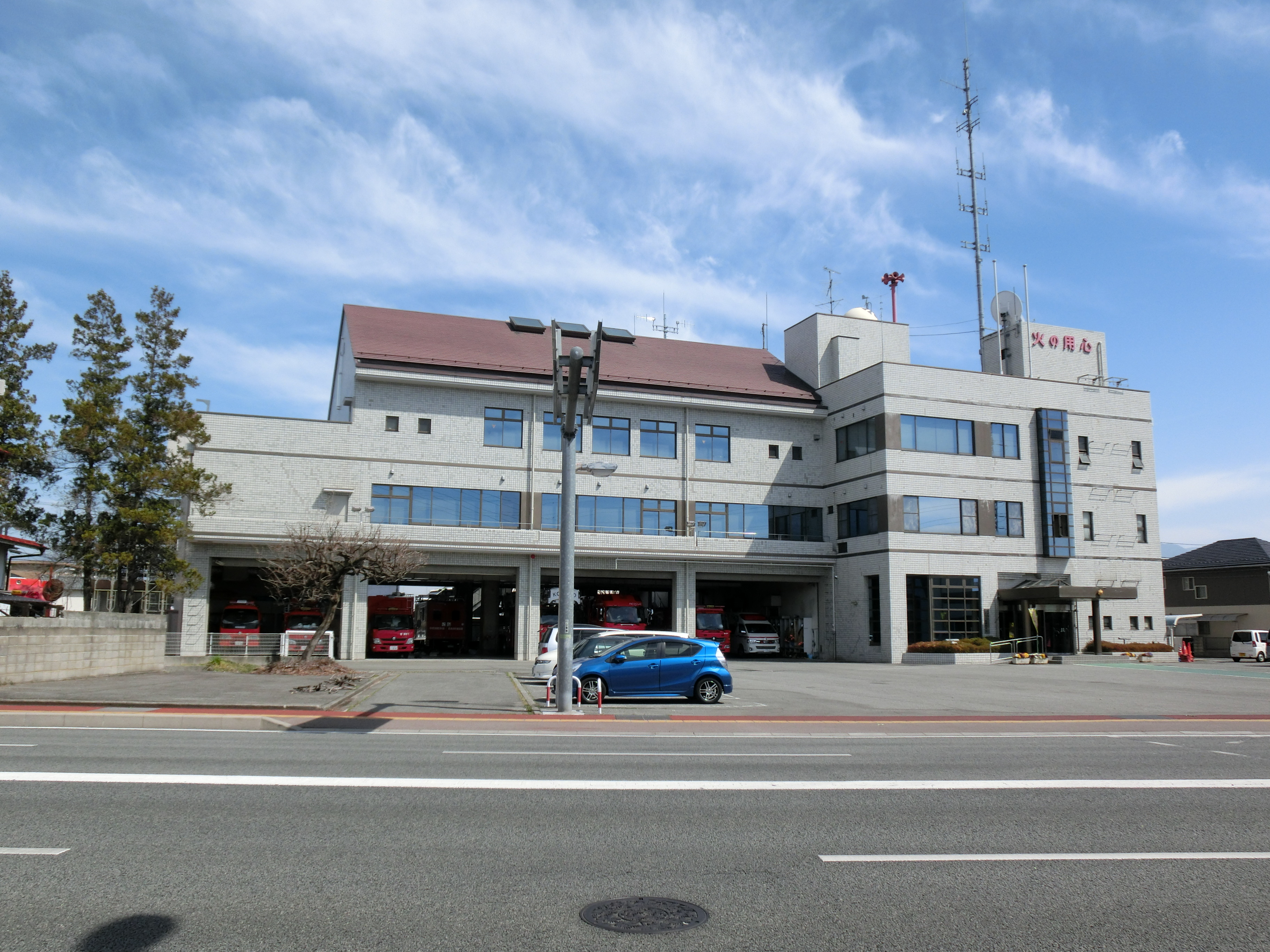
甲府地区消防本部

### 事務所
- 甲府市伊勢3-8-23

### 主な事務内容
- 甲府地区広域市町村圏計画の実施の連絡調整に関する事務
- 甲府地区ふるさと市町村圏計画の策定、実施及び連絡調整に関する事務
- 常備消防に関する事務[1]
- 視聴覚ライブラリーの設置及び運営に関する事務[1]

### 組織
- 組合議会
  - 議員定数：24人（甲府市：12人、甲斐市、6人、中央市：4人、昭和町：2人）
- 執行機関
  - 管理者（組織市町長の互選）
  - 副管理者（管理者以外の組織市町長及び管理者の属する市町の副市町長の職にある者）
  - 会計管理者（組織市町の会計管理者のうちから管理者が任命）
  - 監査委員：2人

## 常備消防事務

### 概要
- 消防本部：甲府市伊勢3-8-23
- 管内面積：306.45km2
- 職員定数：331人
- 消防署3カ所、出張所10カ所
- 主力機械（2024年12月1日現在）
  - 普通消防ポンプ自動車：13
  - 水槽付消防ポンプ自動車：2
  - 化学消防自動車：2
  - はしご付消防自動車：2
  - 屈折はしご付消防自動車：1
  - 救助工作車：3
  - 資機材搬送車：2
  - 水槽車：3
  - 支援車Ⅲ型：1
  - 林野火災工作車：1
  - 特殊災害用資機材搬送車：1
  - 高規格救急自動車：13
  - 指揮隊車：1
  - 指揮車：3
  - 司令車：3
  - 無線中継車：1
  - 機動連絡車：1
  - 連絡車：3
  - 拠点機能形成車：1
  - 震災用自動二輪車：3
  - 燃料補給車：1
  - 原因調査車：1
  - 消防長車：1
  - 査察車：7
  - 予防広報車：1
  - 防災指導車：1
  - 小型動力ポンプ：10

### 沿革
- 1948年7月 - 甲府市消防本部・甲府市消防署を開設する
- 1948年8月 - 湯村出張所を開設する
- 1952年7月 - 消防本部庁舎が落成する
- 1958年5月 - 救急業務を開始する
- 1962年4月 - 東部出張所を開設する
- 1965年7月 - 湯田出張所が湯田消防署に昇格し、2署体制となる。甲府市消防署を丸の内消防署に改称する
- 1973年4月 - 甲府市・中巨摩郡竜王町・敷島町・玉穂村・昭和町・田富町により、甲府地区広域行政事務組合消防本部が1本部2署（中央消防署・南消防署）3出張所体制で発足する
- 1974年4月 - 西消防署を開設し、3署体制となる。武田出張所・国母団地出張所・敷島出張所・田富出張所・宮本分遣所を開設する
- 1976年4月 - 消防音楽隊が発足する
- 1982年4月 - 宮本分遣所が出張所に昇格する
- 1984年12月 - 玉穂出張所を開設する
- 1985年12月 - 国母団地出張所を新築移転し、昭和出張所に改称する
- 1989年3月 - 現在地に消防本部・南消防署を新築移転する
- 1994年2月 - 高規格救急車の運用を開始する
- 1997年2月 - 中央消防署が移転する
- 2004年
  - 7月13日 - 新潟・福島豪雨災害に緊急消防援助隊を派遣する
  - 9月1日 - 竜王町・敷島町・北巨摩郡双葉町の新設合併により甲斐市が発足する。旧双葉町区域は従前の通り峡北広域行政事務組合消防本部が管轄する。
  - 10月23日 - 新潟県中越地震に緊急消防援助隊を派遣する
- 2006年
  - 2月20日 - 玉穂町・田富町・東八代郡豊富村の新設合併により中央市が発足する。
  - 3月1日 - 東八代郡中道町および西八代郡上九一色村北部地域が甲府市に編入合併する。
  - 4月1日 - 旧豊富村、旧中道町、旧上九一色村北部地域が管轄区域となる（旧豊富村、旧中道町は東八代広域行政事務組合東八消防本部から、旧上九一色村北部は富士五湖広域行政事務組合富士五湖消防本部から承継）。中道出張所を東八消防本部から移管され、南消防署中道出張所として開設。
- 2008年4月1日 - 南消防署に高度救助隊を設置
- 2011年3月11日 - 東日本大震災に対して緊急消防援助隊を派遣する
- 2014年9月27日 - 長野県御嶽山噴火災害に緊急消防援助隊を派遣する
- 2021年7月12日 - 熱海市伊豆山土石流災害に緊急消防援助隊を派遣する
- 2024年1月10日 -能登半島地震に緊急消防援助隊を派遣する
- 2024年5月20日  - 西消防署貢川出張所に日勤機動救急隊を新設し、平日の午前9:00から午後17:00限定での運用を開始

### 組織
- 本部 - 総務課、企画課、人事課、警防課、予防課、指令課
- 消防署

### 消防署
| 消防署     | 住所                | 出張所 | 住所                   |
| ---------- | ------------------- | ------ | ---------------------- |
| 中央消防署 | 甲府市丸の内1-1-19  | 東部   | 甲府市和戸町1088-1     |
| 中央消防署 | 甲府市丸の内1-1-19  | 湯村   | 甲府市湯村3-3-38       |
| 中央消防署 | 甲府市丸の内1-1-19  | 武田   | 甲府市屋形3-7-17       |
| 中央消防署 | 甲府市丸の内1-1-19  | 宮本   | 甲府市猪狩町426-1      |
| 南消防署   | 甲府市伊勢3-8-23    | 中道   | 甲府市右左口町3187     |
| 南消防署   | 甲府市伊勢3-8-23    | 玉穂   | 中央市成島2384-1       |
| 南消防署   | 甲府市伊勢3-8-23    | 田富   | 中央市臼井阿原275-3    |
| 南消防署   | 甲府市伊勢3-8-23    | 昭和   | 中巨摩郡昭和町押越1092 |
| 西消防署   | 甲斐市竜王3314番地1 | 貢川   | 甲府市富竹2-2-27       |
| 西消防署   | 甲斐市竜王3314番地1 | 敷島   | 甲斐市島上条350-5      |

## 不祥事
- 2018年5月 - 南消防署田富出張所の男性消防副士長（26歳）が、2018年5月10日午後10時半すぎ、甲府市酒折の路上で、歩行中の女性（30代）に背後から抱きつくなどしたとしている。また、14日午後10時半ごろ、甲府市善光寺の路上で、歩いていた別の女性（30代）に背後から抱きつくなどした。山梨県警甲府警察署は6月14日、男性消防副士長を強制わいせつ容疑で再逮捕した。男性消防副士長は5月16日午後11時半ごろ、甲府市砂田町の市道で、歩いていた女性（20代）に背後から抱きつき、体を触ったとして、強制わいせつ容疑で逮捕・起訴されていた[2]。